# رودي كوبي
رودي كوبي (بالإنجليزية: Rudy Coby)‏ هو ساحر استعراضي أمريكي، ولد في 22 أبريل 1964 في نيويورك في الولايات المتحدة.

## وصلات خارجية
- الموقع الرسمي
- رودي كوبي على موقع IMDb (الإنجليزية)